# Daniel McFadden
Daniel Little McFadden (sinh 29 tháng 7 năm 1937) là một nhà kinh tế lượng Hoa Kỳ. Năm 2000, ông cùng James Heckman được trao Giải Nobel Kinh tế. Đóng góp của McFadden trong giải thưởng là "cho các lý thuyết và phương pháp phân tích các mẫu chọn lọc và sự lựa chọn rời rạc". Ông là giáo sư kinh tế học y tế tổng thống tại Đại học Nam California và là giáo sư sau đại học tại Đại học California, Berkeley.
McFadden sinh ra tại Raleigh, Bắc Carolina. Ông theo học tại Đại học Minnesota, với ngành vật lý và học tiến sĩ về khoa học hành vi (trong kinh tế) (1962). Khi học tại Đại học Minnesota, thầy hướng dẫn của ông là Leonid Hurwicz, người được trao giải Nobel kinh tế năm 2007.
Năm 1964, McFadden tham gia giảng dạy tại Đại học UC Berkeley, tập trung nghiên cứu vào hành vi lựa chọn và vấn đề liên kết lý thuyết kinh tế và đo lường. Năm 1974, ông giới thiệu phân tích logit có điều kiện.
Năm 1975 McFadden giành huy chương John Bates Clark. Năm 1977 ông chuyển tới Viện Công nghệ Massachusetts. Năm 1981, ông được bầu vào Viện Hàn lâm Khoa học Quốc gia Hoa Kỳ. Ông trở về Berkeley vào năm 1991, thành lập phòng thí nghiệm kinh tế, chuyên nghiên cứu về tính toán thống kê cho các ứng dụng kinh tế. Hiện ông vẫn là giám đốc phòng thí nghiệm này. Ông là người được ủy thác cho Hội các nhà kinh tế vì hòa bình và an ninh. Năm 2000, ông nhận giải kinh tế Erwin Plein Nemmers.
Vào tháng 1 năm 2011, McFadden được bổ nhiệm làm giáo sư kinh tế học y tế tổng thống tại Đại học Nam California (USC), và sự bổ nhiệm này được công bố vào ngày 10 tháng 1 năm 2011. McFadden được bổ nhiệm làm việc tại Trường chính sách công Price USC và Khoa kinh tế tại Cao đẳng văn hóa, nghệ thuật và khoa học mang tên Dana và David Dornsife thuộc USC, để xem xét các vấn đề chính đối với các lĩnh vực chăm sóc sức khỏe, nghiên cứu cách cụ thể như thế nào mà người tiêu dùng có những lựa chọn về bảo hiểm y tế và dịch vụ y tế.

## Liên kết
- Daniel McFadden's homepage
- 2000 Nobel Prize in Economics
- 2000 Neemers Prize in Economics Lưu trữ ngày 22 tháng 2 năm 2006 tại Wayback Machine
- Daniel L. McFadden (1937–). The Concise Encyclopedia of Economics. Library of Economics and Liberty (ấn bản thứ 2). Liberty Fund. 2008.
- IDEAS/RePEc